# 丁佩 (刺绣家)
丁佩（?—19世纪），字步珊，松江府华亭县人，清代嘉庆（1796年—1820年）、道光（1821年—1850年）年间刺绣名家。嫁于进士陈毓桐。
丁佩的刺绣风格为民间刺绣的朴素风格，反对宫廷刺绣的“颜色乖违、布置颠倒”。她最初学绣花卉，此后开始绣山水、人物。她还将自己长期从事刺绣的经验技法整理成《绣谱》二卷（刊行于道光元年1821年），该书是中国刺绣艺术史上的第一本专著。